# Apotrechus
Apotrechus is een geslacht van rechtvleugeligen uit de familie Gryllacrididae. De wetenschappelijke naam van dit geslacht is voor het eerst geldig gepubliceerd in 1888 door Brunner von Wattenwyl.

## Soorten
Het geslacht Apotrechus omvat de volgende soorten:
- Apotrechus bilobus Liu, Bi & Zhang, 2010
- Apotrechus digitatus Liu & Bi, 2008
- Apotrechus fallax Liu & Bi, 2008
- Apotrechus illawarra Rentz, 1990
- Apotrechus insolitus Walker, 1869
- Apotrechus nigrigeniculatus Liu & Yin, 2002
- Apotrechus parvospinus Liu & Yin, 2002
- Apotrechus swinhoei Griffini, 1909
- Apotrechus transversus Liu, Bi & Zhang, 2010
- Apotrechus unicolor Brunner von Wattenwyl, 1888